# Павленко Дмитро Полікарпович
Дмитро Полікарпович Павленко (16 жовтня 1917 року, село Гальчин, Україна — 19 березня 1986 року, Козятин, Вінницька область, УРСР, СРСР) — радянський залізничник, Герой Соціалістичної Праці.

## Біографія
Дмитро Полікарпович Павленко народився 16 жовтня 1917 року в селі Гальчин (УНР, нині — Житомирська область). Закінчив фабрично-заводське училище. Служив у Військово-морському флоті. Учасник радянсько-фінської та Другої світової воєн. У повоєнний час працював машиністом на станції Козятин-1..
Указом Президії Верховної Ради СРСР від 1 серпня 1959 року за видатні успіхи, досягнуті в справі розвитку залізничного транспорту" Павленко Дмитру Полікарповичу присвоєно звання Героя Соціалістичної Праці з врученням ордена Леніна і медалі «Серп і Молот».
Продовжував працювати на залізниці, а пізніше перейшов на роботу майстром ПТУ.
Помер 19 березня 1986 року. Похований на центральному кладовищі Козятина Вінницької області.
Був нагороджений орденом Вітчизняної війни 2-го ступеня, медалями.
В честь Павленка названо провулок у Козятині.